# Првенство Јужне Америке у фудбалу 1949.
Првенство Јужне Америке 1949.  је било двадесетпрво издање овог такмичења, сада познатог по имену Копа Америка. Првенство се играло у Еквадору од 3. априла до 11. маја 1949. године. На првенству је учествовало осам екипа.
Бразил је трећи пут у својој историји освојио титулу шампиона на јужноамеричком првенству. Друго место је освојио Парагвај а треће Перу. Жаир да Роса Пинто, бразилски репрезентативац је био најбољи стрелац првенства са девет постигнутих голова.

## Учесници
На првенству Јужне Америке учествовало је осам репрезентација: домаћин Бразил, и Чиле, Уругвај, Боливија, Парагвај, Колумбија и Еквадор. Аргентина, је одустала од турнира. Бергеров систем је примењен, а првак је био тим који је прикупио највише бодова. 
1.  Аргентина

2.  Бразил

3.  Боливија

4.  Парагвај

5.  Уругвај

6.  Чиле

7.  Колумбија

8.  Еквадор

## Градови домаћини и стадиони
| Рио де Жанеиро    | Рио де Жанеиро    | Сао Пауло         | Сантос            | Бело Хоризонте    |
| ----------------- | ----------------- | ----------------- | ----------------- | ----------------- |
| генерал Севериано | Сао Жануарио      | Пакаембу          | Урбано Калдеира   | Индепенденција    |
| Капацитет: 30.000 | Капацитет: 25.000 | Капацитет: 71.281 | Капацитет: 16.798 | Капацитет: 30.000 |
|                   |                   |                   |                   |                   |

## Табела
| Репрезентација | И | Д | Н | И | ДГ | ПГ | ГР  | Бод. |
| -------------- | - | - | - | - | -- | -- | --- | ---- |
| Бразил         | 7 | 6 | 0 | 1 | 39 | 7  | +32 | 12   |
| Парагвај       | 7 | 6 | 0 | 1 | 21 | 6  | +15 | 12   |
| Перу           | 7 | 5 | 0 | 2 | 20 | 13 | +7  | 10   |
| Боливија       | 7 | 4 | 0 | 3 | 13 | 24 | −11 | 8    |
| Чиле           | 7 | 2 | 1 | 4 | 10 | 14 | −4  | 5    |
| Уругвај        | 7 | 2 | 1 | 4 | 14 | 20 | −6  | 5    |
| Еквадор        | 7 | 1 | 0 | 6 | 7  | 21 | −14 | 2    |
| Колумбија      | 7 | 0 | 2 | 5 | 4  | 23 | −19 | 2    |

## Утакмице
| Бразил                                                                                    | 9–1 | Еквадор              |
| ----------------------------------------------------------------------------------------- | --- | -------------------- |
| Тесоуриња 3’, 42’ · Мораес 10’ · Жаир 13’, 35’ · Симао 16’, 25’ · Зизињо 67’ · Адемир 88’ |     | Сихифредо Кучука 18’ |

| Боливија                                | 3–2 | Чиле                      |
| --------------------------------------- | --- | ------------------------- |
| Угарте 59’ · Годој 77’ · Б. Гитерез 79’ |     | Риера 30’ · Саламанка 71’ |

| Парагвај                      | 3–0 | Колумбија |
| ----------------------------- | --- | --------- |
| Фретес 21’, 72’ · Бенитез 35’ |     |           |

| Перу                                       | 4–0 | Колумбија |
| ------------------------------------------ | --- | --------- |
| Педраза 22’, 90’ · Драга 47’ · Кастиљо 85’ |     |           |

| Парагвај   | 1–0 | Еквадор |
| ---------- | --- | ------- |
| Бариос 89’ |     |         |

| Бразил                                                                                | 10–1 | Боливија   |
| ------------------------------------------------------------------------------------- | ---- | ---------- |
| Нинињо 16’, 39’, 86’ · Жаир 17’ · Зизињо 25’, 80’ · Клаудио 49’, 84’ · Симао 71’, 79’ |      | Угарте 75’ |

| Бразил                          | 2–1 | Чиле                          |
| ------------------------------- | --- | ----------------------------- |
| Зизињо 20’ · Клаудио 49’ (пен.) |     | Лопез 89’ (пен.) · Флорес 40’ |

| Уругвај                      | 3–2 | Еквадор                 |
| ---------------------------- | --- | ----------------------- |
| Кастро 15’, 85’ · Морено 30’ |     | Артега 35’ · Варгас 40’ |

| Парагвај                                  | 3–1 | Перу      |
| ----------------------------------------- | --- | --------- |
| Бариос 38’ (пен.) · Арсе 56’ · Фретес 67’ |     | Драго 89’ |

| Бразил                                                              | 5–0 | Колумбија |
| ------------------------------------------------------------------- | --- | --------- |
| Тесоуриња 20’ · Кањотињо 24’ (пен.) · Орландо 44’ · Адемир 47’, 87’ |     |           |

| Чиле     | 1–0 | Еквадор |
| -------- | --- | ------- |
| Рохас 4’ |     |         |

| Боливија                                           | 3–2 | Уругвај                 |
| -------------------------------------------------- | --- | ----------------------- |
| Угарте 47’ (пен.) · Алгањараз 57’ · Б. Гитерез 66’ |     | Мољ 49’ · Бетанкурт 70’ |

| Перу                                                        | 4–0 | Еквадор |
| ----------------------------------------------------------- | --- | ------- |
| Салинас 26’ · Бермео 36’ (а.г.) · Кастиљо 50’ · Педраза 85’ |     |         |

| Чиле     | 1–1 | Колумбија   |
| -------- | --- | ----------- |
| Лопез 8’ |     | Бердуго 56’ |

| Уругвај          | 2–1 | Парагвај        |
| ---------------- | --- | --------------- |
| Гарсија 22’, 69’ |     | Арсе 65’ (пен.) |

| Бразил                                                                                            | 7–1 | Перу                                  |
| ------------------------------------------------------------------------------------------------- | --- | ------------------------------------- |
| Арсе 11’ (а.г.) · Августо 15’ · Жаир 17’, 20’ · Симао 54’ · Адемир 82’ · Орландо 88’ · Зизињо 40’ |     | Салинас 44’ · Калдерон 40’ · Гонзалез |

| Боливија                             | 2–0 | Еквадор |
| ------------------------------------ | --- | ------- |
| Санчез 6’ (а.г.) · Угарте 14’ (пен.) |     |         |

| Уругвај                  | 2–2 | Колумбија                      |
| ------------------------ | --- | ------------------------------ |
| Мартинез 57’ · Ајала 86’ |     | Гастелбондо 27’ · А. Перез 81’ |

| Перу                                   | 3–0 | Боливија |
| -------------------------------------- | --- | -------- |
| Р. Драго 31’, 74’ · Heredia 77’ (пен.) |     |          |

| Парагвај                         | 4–2 | Чиле                    |
| -------------------------------- | --- | ----------------------- |
| Арце 10’, 39’, 47’ · Бенитез 23’ |     | Кремасчи 8’ · Рамос 72’ |

| Парагвај                                                 | 7–0 | Боливија |
| -------------------------------------------------------- | --- | -------- |
| Бенитез 30’, 40’, 41’, ?’ · Арце 38’, ?’ · Фернандез 59’ |     |          |

| Бразил                                                                      | 5–1 | Уругвај    |
| --------------------------------------------------------------------------- | --- | ---------- |
| Жаир 15’, 40’ (пен.) · Зизињо 24’ · Данило Алвим 79’ · Тесоуриња 89’ (пен.) |     | Кастро 12’ |

| Перу                           | 3–0 | Чиле |
| ------------------------------ | --- | ---- |
| Мосгера 28’, 73’ · Кастиљо 58’ |     |      |

| Еквадор                                                              | 4–1 | Колумбија    |
| -------------------------------------------------------------------- | --- | ------------ |
| Е. Сантос Шаблон:Гол23 · Варгас 44’ · Г. Андраде 49’ · Малдонадо 74’ |     | Н. Перез 27’ |

| Перу                                           | 4–3 | Уругвај                          |
| ---------------------------------------------- | --- | -------------------------------- |
| Мосгера 19’ · Кастиљо 43’ · Г. Санчез 57’, 60’ |     | Мол 58’ · Кастро 60’ · Ајала 85’ |

| Боливија                                            | 4–0 | Колумбија |
| --------------------------------------------------- | --- | --------- |
| Годој 10’ · Б. Гитерез 55’ · Рохас 77’ · Угарте 81’ |     |           |

| Чиле                                   | 3–1 | Уругвај   |
| -------------------------------------- | --- | --------- |
| Инфанте 75’, 83’ (пен.) · Кремасчи 88’ |     | Ајала 35’ |

| Парагвај                 | 2–1 | Бразил        |
| ------------------------ | --- | ------------- |
| Авалос 75’ · Бенитез 85’ |     | Тесоуриња 33’ |

### Плеј оф
Утакмица плеј офа је одиграна између репрезентација Бразила и Парагваја да би се одлучио првак.
| Бразил                                                    | 7–0       | Парагвај |
| --------------------------------------------------------- | --------- | -------- |
| Адемир 17’, 27’, 48’ · Тесоуриња 43’, 70’ · Жаир 72’, 89’ | Репортажа |          |

## Листа стрелаца
9 голова
- Жаир

7 голова
| - Адемир - Тесоуриња | - Арце - Бенитез |  |

5 голова
| - Угарте | - Симао | - Зизињо |

4 гола
| - Кастиљо | - Кастро |  |

3 гола
| - Б. Гитерез - Клаудио - Нинињо | - Л. Фретес - Москвера - Педраза | - Р. Драго - Ајала |

2 гола
| - Годој - Орландо - Инфанте - П. Лопез | - Варга - Бариос - Г. Санчез - Салинас | - Х. М. Гарсија - Мол |

1 гол
| - Алгањараз - Рохас - Августо - Кањотињо - Алвим - Октавијо - Кастро - Кремасчи - Рамос - Риера | - Рохас - Саламанка - А. Перез - Бердуго - Гастелбондо - Н. Перез - Артеага - Чучука - Е. Сантос - Г. Андраде | - Малдонадо - Авалос - Фернандес - Ередиа - М. Драго - Бентанкур - Мартинез - Морено |

Аутогол
| - Бермео (за Перу) | - Санчез (за Боливију) | - Арце (за Бразил) |